# نیکولو ورزنی
نیکولو ورزنی (انگلیسی: Nicolò Verzeni؛ زادهٔ ۶ فوریهٔ ۲۰۰۲) بازیکن فوتبال است.